# Crataegus arcana
Crataegus arcana är en rosväxtart som beskrevs av Chauncey Delos Beadle. Crataegus arcana ingår i hagtornssläktet som ingår i familjen rosväxter. Inga underarter finns listade i Catalogue of Life.